# 銅頭蝮
銅頭蝮（學名：Agkistrodon contortrix）是蛇亞目蝰蛇科蝮亞科蝮屬下的一種毒蛇，主要分布於北美洲。目前共有5個亞種已被確認。

## 特徵
成年銅頭蝮身體約長50至95公分，也有可能長越1米。雄性銅頭蝮一般較雌蛇壯碩，目前最長銅頭蝮的紀錄是一條北部銅頭蝮（A. c. mokasen, Ditmars, 1931），身體長達132.6公分。模式種銅頭蝮的最長長度為132.1公分。銅頭蝮身體較壯碩，頭部扁闊，與頸部有明顯分野。其鼻端至下唇位置向後伸展，正前方的吻部位置不如其亞種跨佩科斯銅頭蝮（A. c. piscivorus）般圓鈍平坦，因為銅頭蝮上顎以上的頭部比下顎以下的部分更向前突出，因此鼻吻前端顯得較尖。
在鱗片結構方面，銅頭蝮背鱗約有21至25排，腹鱗約有138至157排，雄蛇的尾下鱗約有28至62排，而雌蛇則有37至57排。牠們的尾下鱗為單片排列結構，但分布於偏西南地區的銅頭蝮，有半數的尾下鱗有機會是成對排列結構。銅頭蝮額冠位置有9塊較大塊的平鱗，另外有6至10片上唇鱗及8至13片下唇鱗。
體色方面，銅頭蝮身體多以黃褐色、淺粉紅色為基調，兩側顏色較深沉，並佈有10至18組的橫紋。一般銅頭蝮的體色通常則較偏淺色。牠們的體紋一般不會伸展至腹部，腹部顏色與基調色基本一致，或可能微偏白色。銅頭蝮尾部位置有1至2組棕色橫紋，幼蛇階段時的尾部紋理較為明顯，尾端呈黃色。頭冠位置一般沒有斑紋，只有一對小黑點斑，約位於顱頂鱗片的中線。眶邊有一條模糊的線紋。
在保育狀態方面，銅頭蝮被世界自然保護聯盟紅色名錄列為「低危」狀態。

## 地理分布
銅頭蝮主要分布於美國諸州份，包括德克薩斯州、奧克拉荷馬州、肯薩斯州、密蘇里州、阿肯色州、路易斯安娜州、密西西比州、阿拉巴馬州、喬治亞州、佛羅里達州、南卡羅來納州、北卡羅來納州、田納西州、肯塔基州、維吉尼亞州、西維吉尼亞州、伊利諾州、印第安納州、俄亥俄州、愛荷華州、賓夕凡尼亞州、馬里蘭州、新澤西州、德拉威州、紐約州、康乃狄克州及麻薩諸塞州。在墨西哥的奇瓦瓦州及科阿韋拉州也有出沒。其標準產地為「南卡羅來納州查爾斯頓」。

## 棲息地
銅頭蝮能於多種地理環境中棲息。在北美洲的落葉樹林及木林是牠們經常出沒的地方，而在岩群之類的地形或潮濕環境亦能找到牠們的蹤影。在墨西哥灣一帶，銅頭蝮亦出沒於溫帶松樹林裡。而在德克薩斯州西部及墨西哥北部的奇瓦瓦沙漠河岸帶，銅頭蝮亦會於河道或已乾枯的溪地裡活動。

## 行為習性

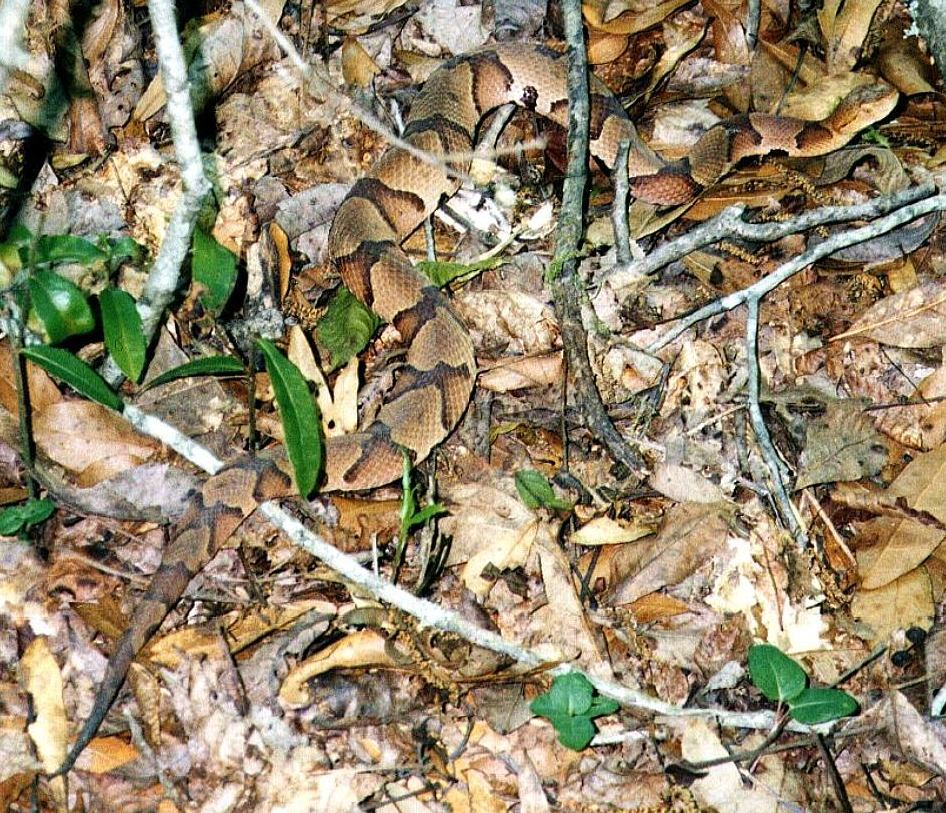
潛藏在佛羅里達州樹林枯葉中的銅頭蝮

銅頭蝮像一般蝮蛇一樣，是伏擊型的獵食高手。當要進行捕獵時，牠們會找尋一個有利的位置，等待適當的獵物自投羅網。在美國南部的夏天，銅頭蝮多於夜間出沒，而在春天或雨天時牠們則多於日間活動。銅頭蝮有避開人類的傾向，如果遇到人類而情況許可之下，牠們多會選擇逃逸多於發動攻擊；然而，牠們不會瞬即遠逸，而是會逗留在原地靜靜觀察對手動靜，可是牠們本身擅長潛藏（多躲於地上的枯葉之間），所以令到很多根本看不到銅頭蝮存在的人類，因為誤踏牠們而被其咬傷。一般來說，即使有人類接近，銅頭蝮亦不會輕易進行咬擊，但當彼此之間有直接接觸之時，銅頭蝮便會毫不留情地噬咬對方。

## 攝食
約九成的銅頭蝮都以小型鼠類生物為食，也會捕食大隻昆蟲及蛙類。而且儘管銅頭蝮屬於陸行型蛇類，牠們仍可攀緣樹幹以捕食蟬隻。

## 繁殖
銅頭蝮多於夏季進行繁殖，但有時候雌性銅頭蝮會懷胎多年，然後逐年誕下部分幼蛇，而不會一次性將所有胎兒產出。銅頭蝮是胎生蛇類，每胎能誕下4至7條幼蛇，幼蛇體長約達20公分。幼蛇體色與成年銅頭蝮相似，只是略為淺色，尾部末端有黃色斑紋，用作偽裝小蟲或節肢動物，引誘蜥蜴及蛙類，並將其捕食。

## 毒性
雖然銅頭蝮是毒蛇的一員，但牠們並不常主動作出咬擊，而其咬擊亦幾乎未有致命紀錄。銅頭蝮的毒素約需要100毫克才能致命，在一些毒性測試中亦顯示出銅頭蝮的毒性較一般蝮蛇為弱，只比同屬的食魚蝮（Agkistrodon piscivorus）稍強。然而食魚蝮產毒量較多，因此牠所造成的威脅比銅頭蝮更大。銅頭蝮在進行咬擊時，還可能只會運用「警告式」的咬擊，牠們在受到人類騷擾的時候所進行的咬擊可能只會注入少量的毒液，有時更會採用「無毒咬擊（Dry bite）」，目的只在於驅散敵人多於奪其性命。事實上所有蝮蛇都可以使出無毒咬擊，問題只在於該種蝮蛇會否作如此選擇而已。
銅頭蝮毒素會引發傷口疼痛、麻痺、抽筋、腫脹及嚴重噁心，亦會破壞肌肉及骨骼組織。如果被咬傷處位於肌肉群薄弱的地帶（如手掌、腳掌），更會因為缺乏足夠肌肉以承受蛇毒，而導致肌肉壞死。但凡被毒蛇咬傷，不管其毒性如何，均應謹慎處理並迅速作出治療。不過，醫學界發現銅頭蝮毒素能提煉出一種名為「Contortrostatin」的蛋白，能有效地對抗腫瘤生成及抑壓癌細胞發展與擴散。雖然其成效仍在測試當中，但相信在十多年後銅頭蝮毒蛋白會在一般抗癌療程中成為重要的助力。
雖然在原理上一些抗毒血清能有效地抑制銅頭蝮毒素，但一般不建議以這種方法來治療銅頭蝮毒。因為很多時候患者對於血清的過敏徵狀所帶來的風險，往往比銅頭蝮毒素本身的威脅還要大。 （页面存档备份，存于）

## 亞種
| 亞種名         | 學名及命名者                               | 地理分布                                                                                       |
| -------------- | ------------------------------------------ | ---------------------------------------------------------------------------------------------- |
| （南部）銅頭蝮 | A. c. contortrix，(Linnaeus, 1766)         | 美國密西西比河谷及墨西哥沿岸。亦分布於佛羅里達州至南卡羅來納州的西岸。                         |
| 寬斑銅頭蝮     | A. c. laticinctus，(Gloyd & Conant, 1934)  | 美國德克薩斯州中南部至奧克拉荷馬州及肯薩斯州。                                                 |
| 北部銅頭蝮     | A. c. mokasen，(Palisot de Beauvois, 1799) | 美國伊利諾州、密西西比州、阿拉巴馬州、喬治亞州、麻薩諸塞州等州份，及阿巴拉契亞山脈及附近平原。 |
| 奧塞奇銅頭蝮   | A. c. phaeogaster，(Gloyd, 1969)           | 美國肯薩斯州、內布拉斯加州及密蘇里州。                                                         |
| 跨佩科斯銅頭蝮 | A. c. pictigaster，(Gloyd & Conant, 1943)  | 美國德克薩斯州西部河域至傑夫戴維斯縣及普雷西迪奧縣一帶。亦分布於墨西哥奇瓦瓦州及科阿韋拉州。   |

## 備註
1. 1 2  McDiarmid RW, Campbell JA, Touré T. 1999. Snake Species of the World: A Taxonomic and Geographic Reference, vol. 1. Herpetologists' League. 511 pp. ISBN 1-893777-00-6 (series). ISBN 1-893777-01-4 (volume).
2. 1 2 3  . ITIS. 28 November 2006  [28 November 2006].
3. 1 2 3  Campbell JA, Lamar WW. 2004. The Venomous Reptiles of the Western Hemisphere. Comstock Publishing Associates, Ithaca and London. 870 pp. 1500 plates. ISBN 0-8014-4141-2.
4. 1 2 3  Gloyd HK, Conant R. 1990. Snakes of the Agkistrodon Complex: A Monographic Review. Society for the Study of Amphibians and Reptiles. 614 pp. 52 plates. LCCN 89-50342. ISBN 0-916984-20-6.
5. ↑  （英文）IUCN危險物種名錄：銅頭蝮
6. ↑  "Venomous Snakes （页面存档备份，存于）". National Institute for Occupational Safety and Health. Retrieved on November 10, 2008.

## 外部連結
- （英文）TIGR爬蟲類資料庫：銅頭蝮 （页面存档备份，存于）
- （英文）Copperhead Snakes - bites, ecology & pictures （页面存档备份，存于）. Accessed 10 October 2008.
- （英文）Reclining With Vipers at Robert Winkler's homepage. Accessed 15 June 2007.
- （英文）Copperhead - Agkistrodon contortrix （页面存档备份，存于） at Herpnet.net, Reptiles and Amphibians of Iowa. Accessed 15 June 2007.
- （英文）A. c. contortrix image at Glades Herp. Accessed 9 August 2007.